# ギブアップ嬢
『ギブアップ嬢』（ギブアップじょう）は、日本テレビ系列で2010年10月12日から2011年3月29日まで毎週火曜日の23:58 - 翌0:29（JST、特別編成等で遅延の場合もあり）に放送されたトークバラエティ番組である。ハイビジョン制作。2010年4月10日に放送されたパイロット版『女芸人軍団の××な質問に30分答え続けたら100万円!ギブアップ・トーク!』が好評だったことからレギュラー化された。

## 出演者
- 松嶋尚美（オセロ）
- 森三中（黒沢かずこ・村上知子・大島美幸）
- ハリセンボン（近藤春菜・箕輪はるか）
- 柳原可奈子

備考
- レギュラー出演者の座り順は、左からハリセンボン、松嶋、ゲストを挟んで柳原、森三中である。出演者は全員エプロンを着用している。

## 主な企画

### ギブアップ・トーク
女芸人が、ゲストに際どい質問を浴びせていく。ゲストは30分間答え続けることができたら一人当たり10万円（パイロット版では100万円）が贈呈される。質問に答えられない場合、ゲストの前にあるボタンを押すことでギブアップができる。（発生時、賞金は次回ゲスト分に繰越し(キャリーオーバー)となり、耐え切った出演者が出れば前週まで繰越し分を含めて獲得となる。）ゲストが登場する時には中森明菜の『DESIRE -情熱-』が流れる。
ゲストが中々ギブアップしないときはゲストの過去の恥ずかしい映像や重要な秘密などが公開される「ギブアップ・ドア」が使用される。「ドア」は真ん中が開いた円形のテーブルの前方にあり、それが開く時には『オペラ座の怪人』の音楽が使用されている。

### 生娘48
2010年10月19日から放送が開始されたコーナーである。まだ、男性との交際経験がない黒沢とハリセンボン近藤が「現代の乱れた性に警鐘を鳴らす」として、同じ様な生娘（性交渉は未経験だが、男性との交際歴はある人も含む）だけを集めたアイドルユニットを結成する。ユニット名はAKB48に由来する。
なお、メンバーには会員番号が割り当てられており、1番が黒沢、2番が近藤である。

### ギブアップ飯
2010年10月26日から放送開始。レギュラー出演者の中で料理下手な人に料理を作ってもらい、残りの出演者に判定してもらう。3回目以降はゲストが料理を作り、レギュラー出演者が判定する。ギブアップ飯と判定されたら、作った人に炭酸ガスが噴射される。

## ネット局
| 放送対象地域   | 放送局                                   | 系列                                           | 放送曜日・時間     |
| -------------- | ---------------------------------------- | ---------------------------------------------- | ------------------ |
| 関東広域圏     | 日本テレビ（NTV） 『ギブアップ嬢』制作局 | 日本テレビ系列                                 | 火曜23:58 - 翌0:29 |
| 北海道         | 札幌テレビ（STV）                        | 日本テレビ系列                                 | 火曜23:58 - 翌0:29 |
| 青森県         | 青森放送（RAB）                          | 日本テレビ系列                                 | 火曜23:58 - 翌0:29 |
| 岩手県         | テレビ岩手（TVI）                        | 日本テレビ系列                                 | 火曜23:58 - 翌0:29 |
| 宮城県         | ミヤギテレビ（MMT）                      | 日本テレビ系列                                 | 火曜23:58 - 翌0:29 |
| 秋田県         | 秋田放送（ABS）                          | 日本テレビ系列                                 | 火曜23:58 - 翌0:29 |
| 山形県         | 山形放送（YBC）                          | 日本テレビ系列                                 | 火曜23:58 - 翌0:29 |
| 福島県         | 福島中央テレビ（FCT）                    | 日本テレビ系列                                 | 火曜23:58 - 翌0:29 |
| 山梨県         | 山梨放送（YBS）                          | 日本テレビ系列                                 | 火曜23:58 - 翌0:29 |
| 新潟県         | テレビ新潟（TeNY）                       | 日本テレビ系列                                 | 火曜23:58 - 翌0:29 |
| 長野県         | テレビ信州（TSB）                        | 日本テレビ系列                                 | 火曜23:58 - 翌0:29 |
| 静岡県         | 静岡第一テレビ（SDT）                    | 日本テレビ系列                                 | 火曜23:58 - 翌0:29 |
| 富山県         | 北日本放送（KNB）                        | 日本テレビ系列                                 | 火曜23:58 - 翌0:29 |
| 石川県         | テレビ金沢（KTK）                        | 日本テレビ系列                                 | 火曜23:58 - 翌0:29 |
| 福井県         | 福井放送（FBC）                          | 日本テレビ系列／テレビ朝日系列                 | 火曜23:58 - 翌0:29 |
| 中京広域圏     | 中京テレビ（CTV）                        | 日本テレビ系列                                 | 火曜23:58 - 翌0:29 |
| 近畿広域圏     | 読売テレビ（ytv）                        | 日本テレビ系列                                 | 火曜23:58 - 翌0:29 |
| 鳥取県・島根県 | 日本海テレビ（NKT）                      | 日本テレビ系列                                 | 火曜23:58 - 翌0:29 |
| 広島県         | 広島テレビ（HTV）                        | 日本テレビ系列                                 | 火曜23:58 - 翌0:29 |
| 山口県         | 山口放送（KRY）                          | 日本テレビ系列                                 | 火曜23:58 - 翌0:29 |
| 徳島県         | 四国放送（JRT）                          | 日本テレビ系列                                 | 火曜23:58 - 翌0:29 |
| 香川県・岡山県 | 西日本放送（RNC）                        | 日本テレビ系列                                 | 火曜23:58 - 翌0:29 |
| 愛媛県         | 南海放送（RNB）                          | 日本テレビ系列                                 | 火曜23:58 - 翌0:29 |
| 高知県         | 高知放送（RKC）                          | 日本テレビ系列                                 | 火曜23:58 - 翌0:29 |
| 福岡県         | 福岡放送（FBS）                          | 日本テレビ系列                                 | 火曜23:58 - 翌0:29 |
| 長崎県         | 長崎国際テレビ（NIB）                    | 日本テレビ系列                                 | 火曜23:58 - 翌0:29 |
| 熊本県         | くまもと県民テレビ（KKT）                | 日本テレビ系列                                 | 火曜23:58 - 翌0:29 |
| 大分県         | テレビ大分（TOS）                        | 日本テレビ系列／フジテレビ系列                 | 火曜23:58 - 翌0:29 |
| 宮崎県         | テレビ宮崎（UMK）                        | フジテレビ系列／日本テレビ系列／テレビ朝日系列 | 火曜23:58 - 翌0:29 |
| 鹿児島県       | 鹿児島読売テレビ（KYT）                  | 日本テレビ系列                                 | 火曜23:58 - 翌0:29 |

## 備考
- 2011年1月1日0:30 - 2:20には当番組をベースにした生放送特別番組『EXILEvs女芸人軍団 2011年もネバーギブアップ!日本一アブない新年会SP』が放送された。
  - なお、テレビ大分は編成の都合により、1:00からの放送となった。
- 2011年3月15日放送分は、東日本大震災関連の『NEWS ZERO』拡大のため休止。なお当日放送分と最終回は、一週繰り下げて代替放送された。
- スタッフの一部は2011年4月21日から2012年3月8日まで、AKB48出演の『なるほど!ハイスクール』を担当していた。

## スタッフ

### レギュラー版
- ナレーション：DJ.ナイク
- 構成：桜井慎一、木南広明
- TM：小椋敏宏
- SW：鎌倉和由
- CAM：福田伸一郎
- MIX：池田正義
- AUD：瀧健太郎
- VE：斎藤孝行
- VTR：山口考志
- 照明：小笠原雅登
- 技術協力：NiTRO、スタジオヴェルト
- 美術協力：日本テレビアート
- 美術：佐藤千穂
- デザイン：星野充紀
- 編集：若宮慎也
- MA：大竹誠司
- CG：イン・デザイン
- TK：春日千佳子
- 音効：今野直秀、鈴木信行
- 編成企画：田中裕樹
- 編成：稲垣眞一
- 営業：中西紅美
- 広報：河本香織
- リサーチ：佐藤慎司
- デスク：保科邦子
- AP：関健一、島田勇夫、向井美科
- ディレクター：藤原耕治、前川善郎、小笠原豪、吉岡大介、谷中憲、和田英智
- 演出：徳永清孝
- プロデューサー：毛利忍、佐々木俊勝、上原敏明、村上早苗
- チーフプロデューサー：安岡喜郎
- 制作協力：e company、ユーフィールド
- 製作著作：日本テレビ

#### 過去のスタッフ
- 編成：土谷幸弘

### パイロット版
- 構成：桜井慎一、木南広明
- TM：小椋敏宏
- SW：鎌倉和由
- CAM：福田伸一郎
- MIX：三石敏生
- AUD：寺田恭子
- VE：三崎美貴
- VTR：矢田部昭
- 照明：小笠原雅登
- 技術協力：NiTRO
- 美術協力：日本テレビアート
- 美術：小宮菜々子
- デザイン：星野充紀
- 編集・MA：オムニバスジャパン
- CG：イン・デザイン
- TK：春日千佳子
- 音効：鈴木信行
- 編成：鯉渕友康、土谷友弘
- 営業：斎藤尚宣
- 広報：向笠啓祐
- 素材協力：クリアストーン
- 制作協力：e company
- リサーチ：佐藤慎司
- AP：内藤梨恵子
- デスク：小林祐子
- ディレクター：藤原耕治、山下朋洋、森下剛
- 演出：徳永清孝
- プロデューサー：毛利忍、佐々木俊勝、村上早苗
- チーフプロデューサー：安岡喜郎
- 製作著作：日本テレビ

## エンディングテーマ
- まきちゃんぐ「貴方のいない部屋に慣れる日が来るまで」